# Neivamyrmex moseri
Neivamyrmex moseri är en myrart som beskrevs av Charles James Watkins 1969. Neivamyrmex moseri ingår i släktet Neivamyrmex och familjen myror. Inga underarter finns listade i Catalogue of Life.

## Bildgalleri

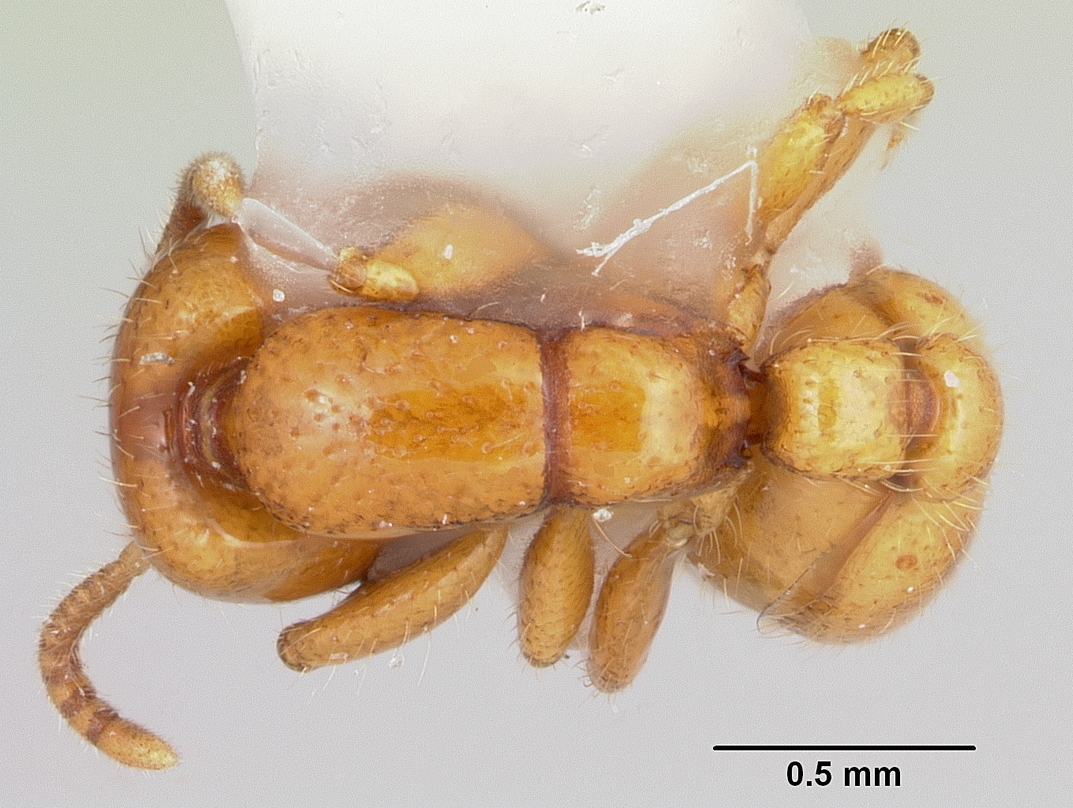
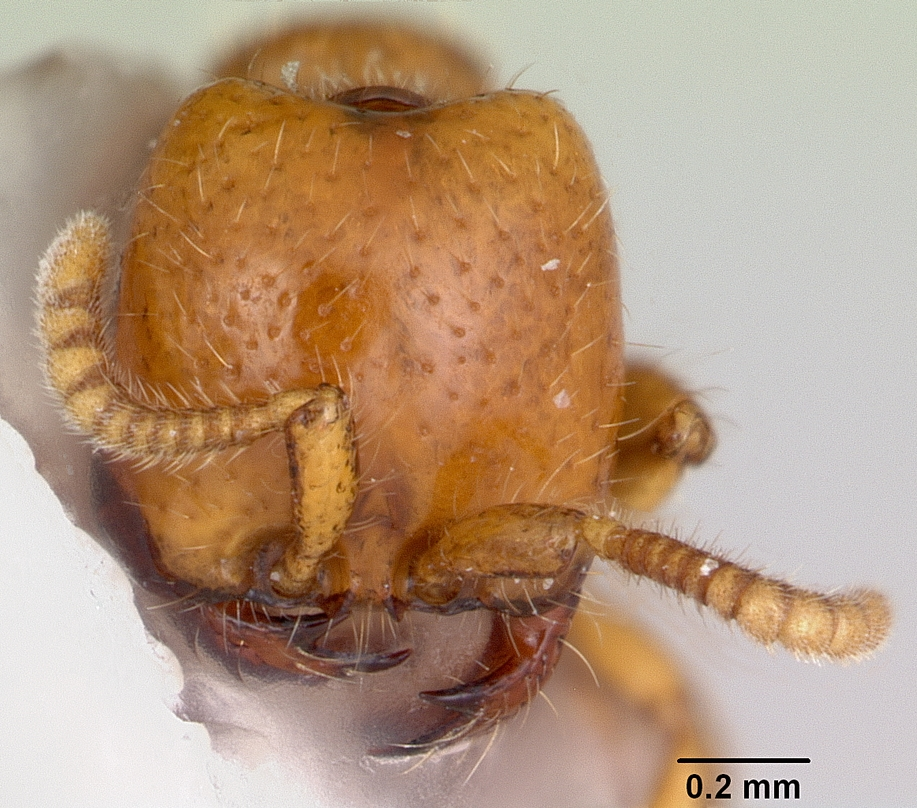
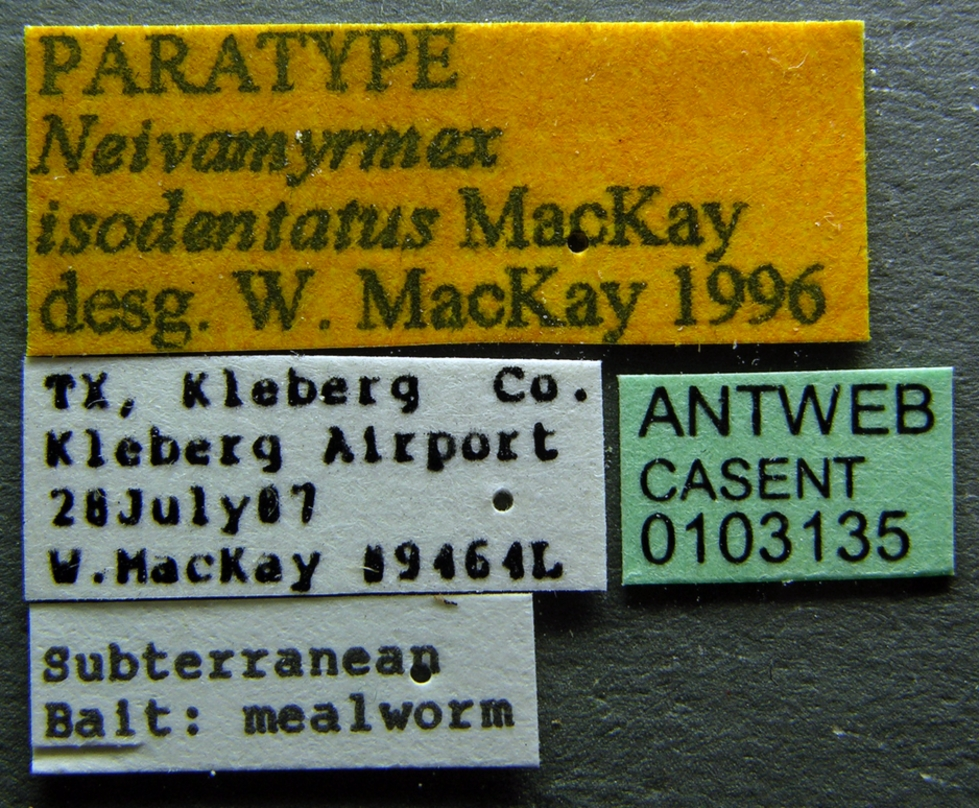
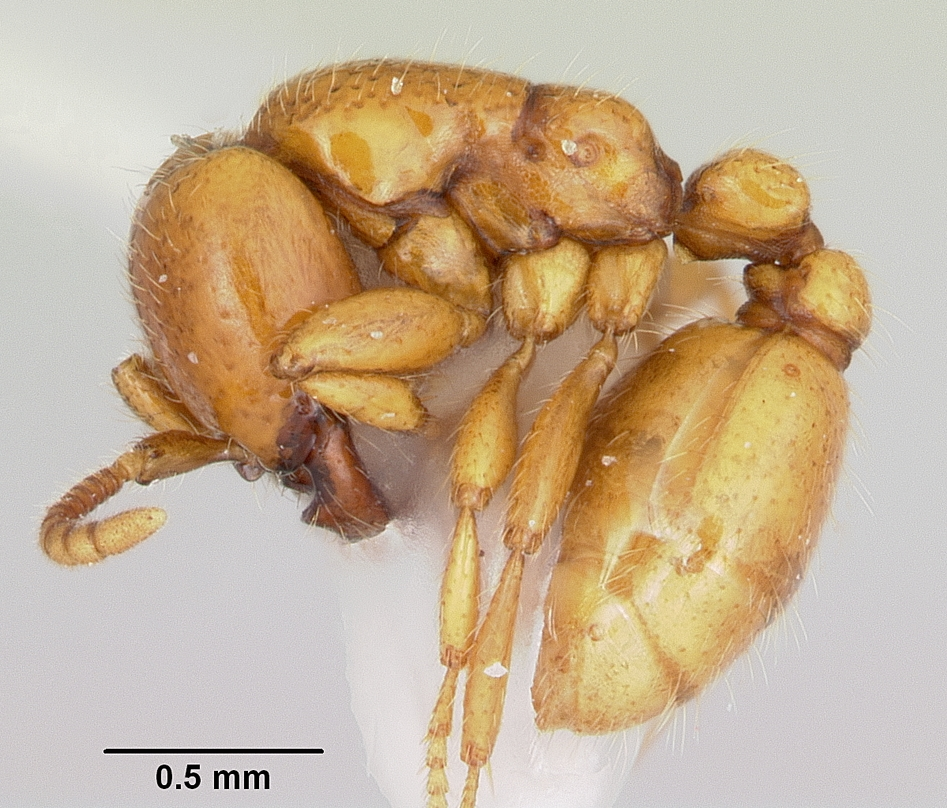
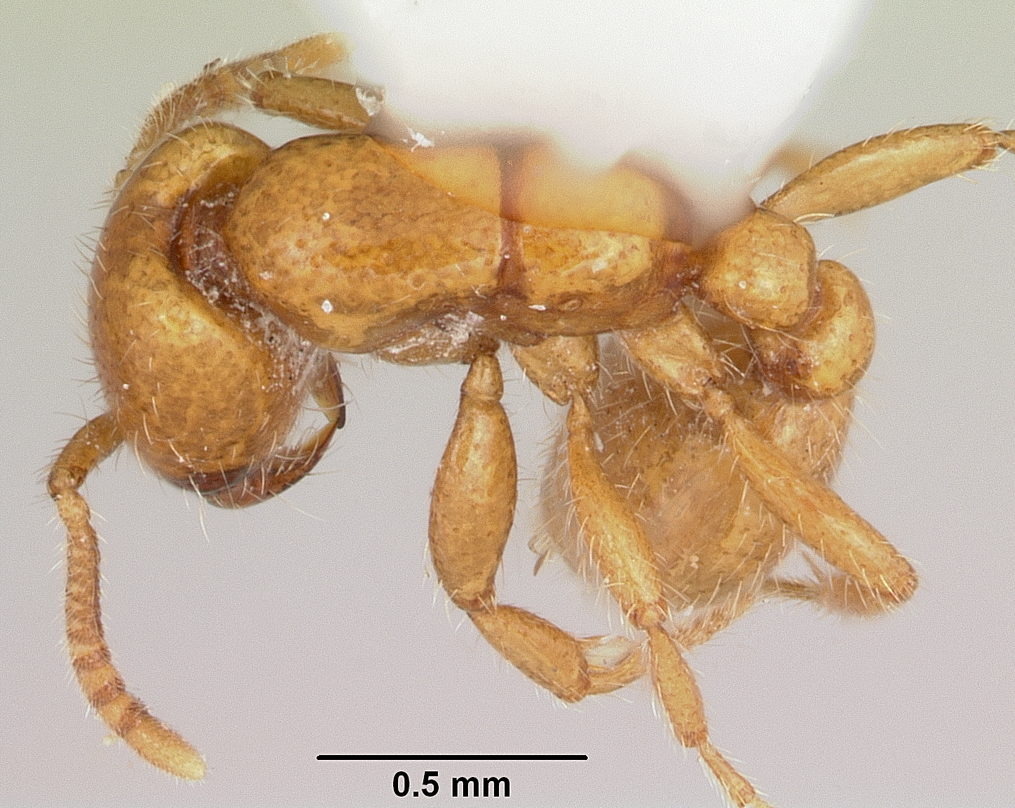
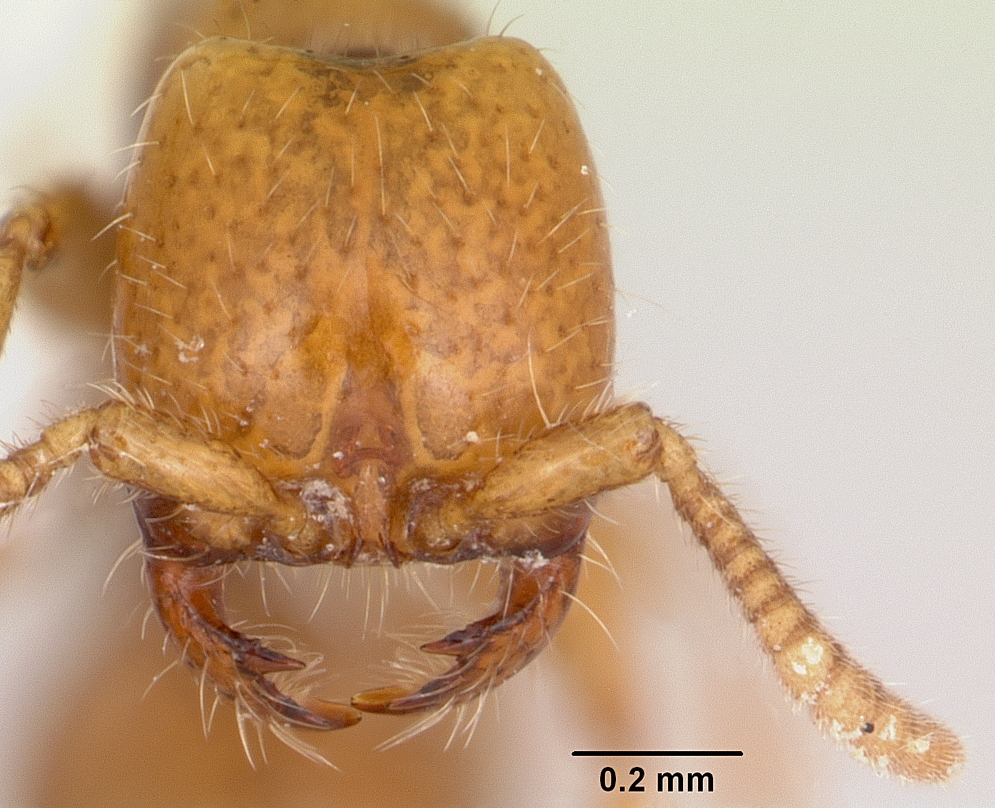